# „Скорпиънс“ в България
„Скорпиънс“ е една от най-популярните чуждестранни рок групи в България в края на 70-те и през 80-те години на 20-и век. Известността ѝ в страната, се дължи предимно на свирения от нея мелодичен рок, който включва и „мощни рок балади“, често неправилно определяни като блус песни. Песните на групата, които придобиват известност в България включват Always Somewhere, Holiday и Still Loving You. По-късно към тях се присъединява и символичният химн на политическите промени в Източна Европа от края на 80-те и началото на 90-те, които обхващат и България по същото време, номер едно сингълът в десетки държави – Wind of Change.
Германците са втората западна рок група, която прави концерт в България след промените на 10 ноември 1989 г. На пресконференцията преди първата тяхна изява в България през 1993 г., китаристът на групата Рудолф Шенкер казва на журналистите да говорят по-силно, защото той е рок музикант и не чува добре, а причината е все още останалата цензура в тях от потискащия режим преди 1989 г. Оттогава досега, групата гостува в България още 7 пъти и изнася 6 концерта, вторият от които е през 2005 г. Каварна на „Каварна рок фест“. Година по-късно, гостува в „Шоуто на Слави“ и изпълнява песента Still Loving You, но заради лоши метеорологични условия на другия ден отменя насрочения си концерт в Стара Загора. През 2009 г. „Скорпиънс“ отново е на „Каварна рок фест“. Следват три последователни концерта в София, първите два от които са част от турнето Get Your Sting and Blackout World Tour: съответно през 2010 г. на стадион „Академик“, през 2013 г. в зала „Арена Армеец София“ и в средата на 2016 г. отново в зала „Арена Армеец София“. Последният концерт на „Скорпиънс“ в България, е на 30 юни 2023 г. на „Медалидаре Рок“ в село Могилово.
В България, единствената звукозаписна компания през периода на социалистическото ѝ управление, е „Балкантон“, която поетапно започва да преиздава под лиценз на „Ар Си Ей Рекърдс“ материали от творчеството на „Скорпиънс“. На грамофонни плочи и аудиокасети на пазара в България първоначално са налични компилациите Best of Scorpions (1979) – издадена през 1983 г. и Best of Scorpions Vol. 2 (1984) – издадена през 1990 г. След падането на комунистическия режим в страната, различни новосъздадени музикални компании започват да преиздават албуми на групата от 80-те години, повечето от които нелегално, под формата на „пиратски“ копия на всякакви носители, включително и на вече достъпния за страната компактдиск. С малки изключения, незаконните албуми и компилации на „Скорпиънс“ преобладават през 90-те години в България, което се променя в края на десетилетието, когато „Орфей Мюзик“, „Ка Мюзик“ и „Вирджиния Рекърдс“ започват да представят лицензи албуми от дискографията на групата.

## Концертите им в България

### История
На пресконференцията преди първата тяхна изява в България през 1993 г., Рудолф Шенкер казва на журналистите да говорят по-силно, защото той е рок музикант и не чува добре, а причината е все още останалата цензура в журналистите от потискащия режим преди 1989 г. Концертът се състои на а 19 септември 1993 г. на националния стадион „Васил Левски“, като специален гост е по-малкият брат на Рудолф Шенкер – Майкъл Шенкер, който взема участие в изпълнението на акустичната част с баладите When the Smoke Is Going Down, Always Somewhere, Under the Same Sun, Positive Forward и Holiday. „Скорпиънс“ е третият изпълнител, който организира концерт на стадион „Васил Левски“ след промените в България през 1989 г., като преди това през 1990 г. сръбските певици Весна Змиянац и Лепа Брена правят два последователни концерта там.
Вторият концерт е през 2005 г., когато групата участва на фестивала „Каварна рок фест“, в Каварна. През 2006 г. гостува в „Шоуто на Слави“ и изпълнява песента Still Loving You, а на следващия ден отменя концерта си в Стара Загора няколко часа преди започването му. Третият концерт е отново на „Калиакра Рок Фест“, също както и предния път, като хедлайнер. В началото на 2010 г. е насрочен концерт за 9 октомври 2010 г. в София, но предварително на 7 октомври той е отменен поради влошеното здраве на Клаус Майне. В официалния сайт на групата и в интернет излиза видео обръщение от Рудолф Шенкер и Матиас Ябс с извинение към феновете в България.
След оздравяването на Клаус Майне отново в интернет е пуснато ново видео обръщение този път и с Клаус Майне, в което се посочва новата дата за концерта им в България. Отмененият концерт е преместен за 25 октомври същата година и въпреки официалното съобщение, че това ще е последният концерт на групата в България, „Скорпиънс“ осъществява още един на 16 декември 2013 г. в „Арена Армеец София“, София. Преди самото събитие групата се среща зад сцената с финалистите от втория сезон на българското издание на „Екс Фактор България“.
Следващият концерт на групата в България, е в средата на 2016 г. отново в София и отново в зала „Арена Армеец София“. В края на месец ноември 2022 г., групата съобщава, че на 30 юни 2023 г. ще участва на фестивала „Медалидаре Рок“ в село Могилово, Чирпан. Концертът е част от тридневния рок фестивал, на който „Скорпиънс“ участва на първия ден, като хедлайнер пред около 15 000 зрители.

### Състави
При първото си посещение в страната, „Скорпиънс“ вече е без дългогодишния си басист Франсис Буххолц, част от най-успешния състав на групата. Той напуска в края на 1992 г. Дългогодишният барабанист Херман Раребел напуска през 1995 г. и така от 2005 г. насам, единствената промяна в състава, който пристига за концерти в България, е Джеймс Котак, който е уволнен и заменен от Мики Дий през 2016 г.
София 1993 г.
- Клаус Майне
- Рудолф Шенкер
- Матиас Ябс
- Ралф Рикерман
- Херман Раребел

Каварна 2005 г.
- Клаус Майне
- Рудолф Шенкер
- Матиас Ябс
- Павел Мончивода
- Джеймс Котак

Каварна 2009 г.
- Клаус Майне
- Рудолф Шенкер
- Матиас Ябс
- Павел Мончивода
- Джеймс Котак

София 2010 г.
- Клаус Майне
- Рудолф Шенкер
- Матиас Ябс
- Павел Мончивода
- Джеймс Котак

София 2013 г.
- Клаус Майне
- Рудолф Шенкер
- Матиас Ябс
- Павел Мончивода
- Джеймс Котак

София 2016 г.
- Клаус Майне
- Рудолф Шенкер
- Матиас Ябс
- Павел Мончивода
- Мики Дий

Могилово 2023 г.
- Клаус Майне
- Рудолф Шенкер
- Матиас Ябс
- Павел Мончивода
- Мики Дий

### Графика на концертите
| Турне                                  | Дата                 | Населено място | Място                             | Подгряващ изпълнител                     | Присъстващи зрители   |
| -------------------------------------- | -------------------- | -------------- | --------------------------------- | ---------------------------------------- | --------------------- |
| Face the Heat Tour                     | 19 септември 1993 г. | София          | Национален стадион „Васил Левски“ | „Трейдмарк“                              | Между 60 000 и 70 000 |
| Unbreakable Tour                       | 6 септември 2005 г.  | Каварна        | Стадион „Каварна“                 | Б.Т.Р.                                   | 15 000                |
| Unbreakable Tour                       | 23 юни 2006 г.       | Стара Загора   | Стадион „Берое“                   | „Аксел Руди Пел“                         | -                     |
| Humanity Tour                          | 2 юли 2009 г.        | Каварна        | Стадион „Каварна“                 | „Едгай“ и „Блайнд Гардиън“               | 20 000                |
| Get Your Sting and Blackout World Tour | 25 октомври 2010 г.  | София          | Стадион „Академик“                | „Ахат“                                   | 20 000                |
| Get Your Sting and Blackout World Tour | 16 декември 2013 г.  | София          | „Арена Армеец София“              | Няма                                     | 10 000                |
| 50th Anniversary World Tour            | 18 юли 2016 г.       | София          | „Арена Армеец София“              | Няма                                     | 15 000                |
| Rock Believer World Tour               | 30 юни 2023 г.       | Могилово       | „Медалидаре Рок“                  | „Де Ла Бона“, „Айрън Сейвиър“, „Диназти“ | 15 000                |

### Галерия със снимки
|  |  |  |  |
|  |  |  |  |

## Издавани в България
На територията на България до 1983 г., няма данни за издаване на материали от творчеството на групата, нито официални, нито неофициални. Първото издание, което е налично е компилацията Best of Scorpions, първоначално издадена през 1979 г., който е и първият официален сборен албум в дискографията на „Скорпиънс“. Носителят, на който „Балкантон“ пуска за продажба албума през 1983 г., е аудиокасета с 6 песни на страна „1“ и 5 на страна „2“, точно както е и оригиналното издание на грамофонна плоча, издадено от „Ар Си Ей Рекърдс“, четири години по рано. Седем години по-късно Best of Scorpions е преиздадена и на грамофонна плоча. Същата година излиза и Best of Scorpions Vol. 2 от 1984 г., която „Балкантон“ издава, отново в двата варианта.
След политическите промени през 1989 г., „Балкантон“ вече не е монополист на музикалния пазар в България, което помага на всички нови музикални компании, независимо дали са легални или не. В началото на 90-те години на 20-и век, различни български звукозаписни фирми, сред които „Кристал Рекърдс“ и „Унисон Рекърдс“ започват да преиздават нелегално и легално студийни албуми от най-успешния период на „Скорпиънс“ на аудиокасети и компактдискове, първите от които са Blackout, Love at First Sting, Savage Amusement и Crazy World. „Унисон Рекърдс“ също издават и компилации от дискографията на „Скорпиънс“, Rhythm of Love - Best и Hot & Slow - The Best Of Ballads допълват списъка със сборни техни албуми, издадени в България.
Тринадесетият студиен албум на групата Pure Instinct (1996), е издаден през същата година и в България, нелегално на компактдиск и легално от „Орфей Мюзик“ на аудиокасета. Две години по-късно, Face the Heat от 1993 г. се появява също на пазара нелегално в три отделни издания, две от които на компактдиск и едно на аудиокасета. Eye II Eye (1999) е последното издание, което „Орфей Мюзик“ издава на музикалния пазар в България със запазени авторски права на „Уорнър Мюзик Груп“. През 1999 г., по лиценз на „И Ем Ай“, „Ка Мюзик“ издава на аудиокасета последната най-продавана компилация на групата Best, а на следващата година и симфоничния албум Moment of Glory (2000). Return to Forever (2015), е последният студиен албум, който официално е пуснат на територията на България от „Вирджиния Рекърдс“ по лиценз на „Сони Мюзик Ентъртейнмънт“.
През всичките тези години от 1983 г. досега, песни на групата са нееднократно включвани в различни сборни албуми, които съдържат или само нейни песни или песни на други изпълнители, заедно с определена песен на „Скорпиънс“, те са издавани легално и нелегално от много музикални компании. Някои от песните използвани, включват Always Somewhere, Believe in Love, Wind of Change, Send Me an Angel, Living for Tomorrow, Woman, You and I, When the Smoke Is Going Down, Does Anyone Know, Soul Behind the Face, Still Loving You и Lonely Nights.

### Официални издания
Това е списък с официални албуми и компилации, които през годините са издавани на територията на България.
| Заглавие                                | Тип        | Година**** | Издател             | Носител          | Официално издание***** | Източник |
| --------------------------------------- | ---------- | ---------- | ------------------- | ---------------- | ---------------------- | -------- |
| Best of Scorpions (1979)                | Компилация | 1983       | „Балкантон“         | Аудиокасета      | Да                     | [ 44 ]   |
| Best of Scorpions (1979)                | Компилация | 1990       | „Балкантон“         | Грамофонна плоча | Да                     | [ 28 ]   |
| Best of Scorpions Vol. 2 (1984)         | Компилация | 1990       | „Балкантон“         | Грамофонна плоча | Да                     | [ 32 ]   |
| Best of Scorpions Vol. 2 (1984)         | Компилация | 1990       | „Балкантон“         | Аудиокасета      | Да                     | [ 33 ]   |
| Blackout (1982)                         | Албум      | -*         | „Кристал Рекърдс“** | Аудиокасета      | Не                     | [ 45 ]   |
| Love at First Sting (1984)              | Албум      | -*         | -***                | Аудиокасета      | Не                     | [ 46 ]   |
| Savage Amusement (1988)                 | Албум      | -*         | „Кристал Рекърдс“   | Аудиокасета      | Не                     | [ 47 ]   |
| Crazy World (1990)                      | Албум      | -*         | „Кристал Рекърдс“   | Аудиокасета      | Не                     | [ 48 ]   |
| Crazy World (1990)                      | Албум      | -*         | -***                | Компактдиск      | Не                     | [ 49 ]   |
| Rhythm of Love - Best (1991)            | Компилация | 1991       | „Унисон Рекърдс“    | Аудиокасета      | Да                     | [ 50 ]   |
| Hot & Slow - The Best Of Ballads (1992) | Компилация | 1992       | „Унисон Рекърдс“    | Компактдиск      | Да                     | [ 51 ]   |
| Hot & Slow - The Best Of Ballads (1992) | Компилация | -*         | -***                | Аудиокасета      | Не                     | [ 52 ]   |
| Pure Instinct (1996)                    | Албум      | 1996       | -***                | Компактдиск      | Не                     | [ 35 ]   |
| Pure Instinct (1996)                    | Албум      | 1996       | „Орфей Мюзик“       | Аудиокасета      | Да                     | [ 36 ]   |
| Face the Heat (1993)                    | Албум      | -*         | -***                | Аудиокасета      | Не                     | [ 39 ]   |
| Face the Heat (1993)                    | Албум      | 1998       | -***                | Компактдиск      | Не                     | [ 37 ]   |
| Face the Heat (1993)                    | Албум      | -*         | -***                | Компактдиск      | Не                     | [ 38 ]   |
| Eye II Eye (1999)                       | Албум      | 1999       | „Орфей Мюзик“       | Аудиокасета      | Да                     | [ 40 ]   |
| Best (1999)                             | Компилация | 1999       | „Ка Мюзик“          | Аудиокасета      | Да                     | [ 41 ]   |
| Moment of Glory (2000)                  | Албум      | 2000       | „Ка Мюзик“          | Аудиокасета      | Да                     | [ 42 ]   |
| Return to Forever (2015)                | Албум      | 2015       | „Вирджиния Рекърдс“ | Компактдиск      | Да                     | [ 43 ]   |

*За тези издания няма информация точно през коя година са издадени на територията на България.
**„Кристал Рекърдс“ е независима музикална компания, която копира и продава аудиокасети на територията на България в началото на 90-те години на 20-и век.
***Няма информация за издател.
****Има се предвид годината на издаване в България.
*****Има се предвид дали изданието е издадено легално или не на територията на България.

### Неофициални издания
Това е списък с неофициални компилации, които през годините са издавани на територията на България. И трите издания съдържат само и единствено балади на групата, като последните две са с еднакъв подбор на песни, но с различни обложки.
| Заглавие     | Година | Издател    | Носител     | Източник |
| ------------ | ------ | ---------- | ----------- | -------- |
| Gold Ballads | 1995   | Неизвестен | Компактдиск | [ 54 ]   |
| Best Ballads | 1996   | Неизвестен | Компактдиск | [ 55 ]   |
| Best Ballads | 1996   | Неизвестен | Компактдиск | [ 56 ]   |

## ПесентаBlackoutв България
Една от най-популярните песни на „Скорпиънс“ Blackout е с погрешно превеждано име през 80-те години в България. Името ѝ доста често е превеждано като „Черните вън“, предвид не голямото познаване на английския език в страната, за разлика от руския по това време и предвид това, че „Скорпиънс“ са германци. Това схващане за смисъла на песента, е напълно опровергано от китариста на групата Матиас Ябс през 2010 г. в интервю за радио „Тангра“, по повод издаването на албума Sting in the Tail.

## Рудолф Шенкер с „Разтърси живота си“
В началото на месец октомври 2010 г. в България е преведена и издадена книгата на Рудолф Шенкер – „Разтърси живота си“, в която той разкрива как точно „Скорпиънс“ се превръща в една от най-успешните рок групи, същата книгата става номер едно по-продажби в България за месец ноември. В деня преди концерта на групата в София той е поканен от издателство „Махалото“ да представи своята книга, като това е обвързано и с раздаване на автографи от него върху книгата.
В книгата, той говори и за първото посещение на групата в България през 1993 г., където на пресконференцията преди концерта отвръща на журналистите:
| „             | Моля за внимание! Аз съм рок музикант и не чувам чак толкова добре, така че бихте ли могли да говорите малко по-силно! | “ |
| Рудолф Шенкер | |   |